# Ezequiel Morales
Ezequiel Morales (* 1974 in Lobos) ist ein ehemaliger Triathlet aus Argentinien und Ironman-Sieger (2011, 2012).

## Werdegang
Ezequiel Morales war in der Jugend als Leichtathlet aktiv und startet heute vorwiegend bei Bewerben auf der Triathlon-Langdistanz (3,86 km Schwimmen, 180,2 km Radfahren und 42,195 km Laufen). Er lebt seit 2003 in Brasilien.
Im Jahr 2006 wurde Morales beim Training von einem LKW erfasst und er musste mit einer Beckenfraktur für einige Monate pausieren.

### Vizestaatsmeister Triathlon Mitteldistanz 2011
Im April 2011 wurde er Vizestaatsmeister Triathlon Mitteldistanz.
Im September des Jahres gewann er den Ironman Wisconsin und 2012 holte er sich im Mai in Brasilien seinen zweiten Ironman-Sieg.
Morales lebt heute in Niterói.

## Sportliche Erfolge
| Datum/Jahr    | Rang | Wettbewerb                                           | Austragungsort | Zeit     | Bemerkung                                                                                    |
| ------------- | ---- | ---------------------------------------------------- | -------------- | -------- | -------------------------------------------------------------------------------------------- |
| 25. Aug. 2013 | 8    | Ironman 70.3 Brasil                                  | Brasilia       | 04:03:14 |                                                                                              |
| 27. Aug. 2011 | 4    | Ironman 70.3 Brasil                                  | Penha          | 03:52:41 |                                                                                              |
| 17. Apr. 2011 | 2    | ARG Middle Distance Triathlon National Championships | Concordia      | 04:00:16 | argentinischer Vizemeister Mitteldistanz hinter Oscar Galíndez beim Half Triathlon Concordia |
| 28. Aug. 2010 | 1    | Ironman 70.3 Brasil                                  | Penha          | 03:52:18 | [ 2 ]                                                                                        |
| 22. Jan. 2006 | 1    | ITU Triathlon Pan American Cup                       | La Paz         | 01:56:14 |                                                                                              |
| 18. Jan. 2004 | 3    | ITU Triathlon Pan American Cup                       | La Paz         | 01:51:34 | hinter dem Argentinier Daniel Fontana                                                        |

| Datum/Jahr    | Rang | Wettbewerb        | Austragungsort      | Zeit     | Bemerkung                                |
| ------------- | ---- | ----------------- | ------------------- | -------- | ---------------------------------------- |
| 30. März 2014 | 12   | Ironman Los Cabos | Los Cabos           | 09:12:07 |                                          |
| 27. Mai 2012  | 1    | Ironman Brasil    | Florianópolis       | 08:22:40 | zweiter Ironman-Sieg für Morales         |
| 11. Sep. 2011 | 1    | Ironman Wisconsin | Madison (Wisconsin) |          |                                          |
| 29. Mai 2011  | 3    | Ironman Brasil    | Florianópolis       | 08:19:49 |                                          |
| 9. Okt. 2010  | 44   | Ironman Hawaii    | Hawaii              | 08:56:02 |                                          |
| 30. Mai 2010  | 2    | Ironman Brasil    | Florianópolis       | 08:12:44 | persönliche Bestzeit auf der Langdistanz |
| 10. Okt. 2009 | 23   | Ironman Hawaii    | Hawaii              | 08:54:27 | drittschnellste Marathon-Zeit            |

(DNF – Did Not Finish)